# Jacky Godoffe
Pas d'image ? Cliquez ici
Jacques Godoffe dit Jacky Godoffe, né le 21 novembre 1956 à Melun, est un grimpeur français de haut-niveau, connu pour ses ascensions en forêt de Fontainebleau. Spécialisé dans le bloc, il a ouvert parmi les voies les plus difficiles (degré 8) dans cette discipline.

## Biographie
Jacques Godoffe est instituteur de formation. Il est marié à Aurore Godoffe et père de cinq enfants. Lilou, Léna, Lou-Ann, Chloé et Raphael.
Il a été un gymnaste de niveau international sport qu'il cesse à 20 ans pour se consacrer à l'escalade . 
Il commence à grimper sur les blocs de la forêt de fontainbleau (Bleau pour les alpinistes). Il a également grimpé en falaise dans le Verdon et en montagne mais leur a préféré l'escalade de blocs. Il a notamment réalisé :
- En 1984, au Cuvier Rempart, Big Boss un surplomb en 7B+ et surtout C'était Demain, le premier 8A de la forêt
- En 1993, Fat Man, un toit horizontal en 8B au Cuvier.

Il est un grimpeur de pointe de 1986 à 1991 étant champion de France en 1988 et champion du monde de bloc. Il enseigne jusqu'en 1991.
Á partir de 1991, il est professeur de sports et, à partir de 1992, conseiller technique national à la Fédération Française de la Montagne et de l'Escalade (FFME) où il s'occupe des stages, des compétitions et de la communication. Il est également entraîneur national des équipes de France d'escalade jusqu'en 1999. Lors de compétitions d'escalades, il est chargé d'ouvrir de nouvelles voies et est devenu responsable des ouvreurs à l'ICC (International Council for Competition Climbing).

## Publications
Depuis 1988, il est rédacteur pigiste photographe à la revue Vertical et est l'auteur et coauteur de nombreux livres sur l'escalade :
- L'escalade à Fontainebleau, les plus beaux blocs et circuits d'escalade, Flammarion ;
- Escalade "hors-piste" à Fontainebleau, 6 et +, Collection Pratique Arthaud, 288 pages, Jo & Françoise Montchaussé et Jacky Godoffe, 2006 ;
- Escalade à Fontainebleau, les plus beaux sites et blocs, Guide Arthaud, Jo & Françoise Montchaussé et Jacky Godoffe, 1999 ;
- My Keys to Route Setting, 256 pages, 2017.